# Centro SDEWES
El Centro SDEWES (eng. International Centre for Sustainable Development of Energy, Water and Environment Systems, Centro Internacional para el Desarrollo Sostenible de los Sistemas de Energía, Agua y Medioambiente), es una organización científica no gubernamental con base en la Universidad de Zagreb, Croacia.

## Misión
El Centro organiza cursos, escuelas de verano, conferencias públicas, seminarios y mesas de trabajo con el propósito de promover el desarrollo sostenible de la energía, del agua y del medio ambiente además de proporcionar una opinión profesional sobre temas de sostenibilidad y su medición.
El Centro también organiza una serie de conferencias internacionales SDEWES para científicos con el fin de discutir aspectos de sostenibilidad en sistemas de energía, agua y medio ambiente.
Mediante estas acciones, el centro SDEWES proporciona una plataforma de actividades de I+D, análisis y consultoría de materias de investigación de desarrollo sostenible.

## Historia
SDEWES comenzó siendo un proyecto cofinanciado por CORDIS en el marco del programa FP5 – INCO 2  en 2002, cuando tuvo lugar la primera conferencia sobre Desarrollo Sostenible de Sistemas de Energía, Agua y Medio Ambiente en Dubrovnik. Los socios participantes en este proyecto fueron la Universidad de Zagreb y el Instituto Técnico Superior (Lisboa). Después de la organización de más de tres conferencias en 2003, 2005 y 2007, el Centro SDEWES se estableció en 2009. Desde entonces, se han organizado más de siete conferencias en los años 2009, 2011, 2013, 2014, y 2015. 

## Membresía
De acuerdo al Estatuto del Centro SDEWES, cada persona puede bajo las mismas circunstancias aplicar una afiliación.

## Conferencias
Hasta 2011, la Conferencia SDEWES fue organizada como una conferencia bienal en Dubrovnik, Croacia. Desde el año 2012, es un evento anual, pero con un régimen geográfico. Cada dos años la conferencia tiene lugar en Dubrovnik, y en los años intermedios en diferentes lugares.
La Conferencia SDEWES 2012 se celebró en Ohrid(Macedonia), y en 2014 tuvo lugar durante un viaje en crucero entre Venecia y Estambul.
En 2014, la primera conferencia regional SEE SDEWES se celebró en Ohrid, Macedonia y se centró en el sudeste de Europa.
En 2015, se celebró la 10a Conferencia de SDEWES en Dubrovnik, con la participación de 510 científicos de más de 60 países.
En 2016, la segunda conferencia regional SEE SDEWES se llevará a cabo en Piran, Eslovenia.
Los trabajos presentados en las conferencias se publican en reconocidas revistas científicas y entre ellos, en el libro de la conferencia SDEWES.

## Investigación
El Centro SDEWES forma equipos de investigación constituidos por los propios miembros y orientados a participar en proyectos de investigación. A partir de 2015, el Centro SDEWES participa en dos proyectos del FP7 , un proyecto del programa HORIZON 2020 y un proyecto bajo el programa de financiación marco START de la Estrategia Europea para la región del Danubio (EUSDR).

## Índice SDEWES
En línea con los objetivos del Centro SDEWES, el desempeño de las ciudades es analizado mediante un índice creado para valorar aspectos relativos a los sistemas energéticos, de agua y medioambiente. Creado bajo el mismo nombre del Centro, el Índice SDEWES comprende 7 dimensiones, 35 indicadores, y cerca de 20 subindicadores. Actualmente se aplica en 58 ciudades.